# Fritz Reheis

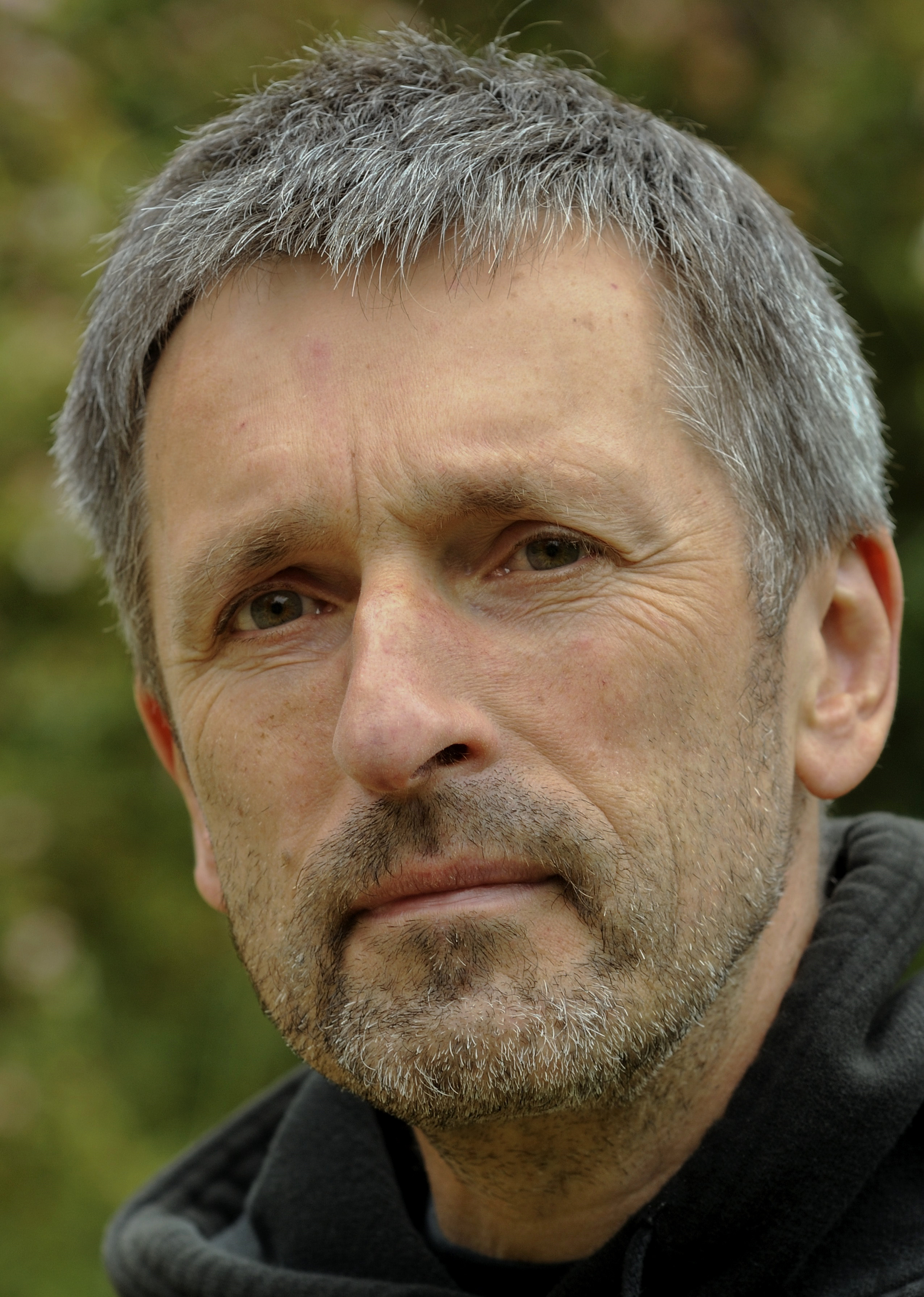
Fritz Reheis

Fritz Reheis (* 1949) ist ein deutscher Sozialwissenschaftler, Hochschullehrer und Sachbuchautor.

## Leben
Fritz Reheis studierte für das Lehramt an Gymnasien in Sozialkunde, Deutsch, Geschichte, Pädagogik und Philosophie. Er ist zudem promovierter Soziologe und habilitierter Erziehungswissenschaftler. Von 1983 bis 2007 unterrichtete er am Arnold-Gymnasium Neustadt bei Coburg. Seit 1988 war er zusätzlich Lehrbeauftragter an verschiedenen Hochschulen (Coburg, Jena, Erfurt und Bamberg). Anfang der 1990er Jahre war er maßgeblich beteiligt an der Ausbildung von Multiplikatoren für den Ethik-Unterricht in Thüringen. 2005 begann seine Tätigkeit am Lehrstuhl für Politische Theorie der Otto-Friedrich-Universität Bamberg. Seit 2007 war er als Akademischer Oberrat Selbstständiger Fachvertreter für Didaktik der Sozialkunde, seit 2008 Privatdozent, seit 2011 Akademischer Direktor und seit November 2014 Professor. Er ging im April 2015 in den Ruhestand und ist noch als Lehrbeauftragter tätig. 
Fritz Reheis ist Mitglied und Mitarbeiter im Arbeitskreis politische Ökonomie, in der Deutschen Gesellschaft für Soziologie und der Deutschen Gesellschaft für Erziehungswissenschaften, im Verein zur Verzögerung der Zeit und im Projekt Ökologie der Zeit der Evangelischen Akademie Tutzing. 2003 hat er zusammen mit Karlheinz Geißler, Ulrich Mückenberger und anderen in Berlin die Deutsche Gesellschaft für Zeitpolitik gegründet. Reheis ist außerdem Mitglied des Wissenschaftlichen Beirats von Attac.
Seit Anfang der 1990er Jahre gilt sein zentrales wissenschaftliches und publizistisches Interesse dem Umgang mit der Zeit, insbesondere den Gefahren der Beschleunigung und Entrhythmisierung der Lebenswelt. Er beschreibt die Gegenwart als beschleunigungskrank. Im Umgang des Menschen mit sich selbst, mit seinen Mitmenschen und mit der außermenschlichen Natur bleibe immer weniger Zeit zur Regeneration und zur Besinnung auf das, was wichtig ist. Mehr Aufmerksamkeit verdient auch der Aspekt der Nachhaltigen Entwicklung. Die Turbogesellschaft sei auf Dauer hochgradig zerstörerisch. Das zeige sich auch in der Turboschule, wo Kindern und Jugendlichen mit großem Druck Wissen eingepresst werde und Bildung in einem anspruchsvollen Sinn weitgehend auf der Strecke bleibe. Nötig sei eine Entschleunigung von Schule und Gesellschaft, die aber letztlich an eine fundamentale Veränderung unserer Wirtschaftsweise und insbesondere der Rolle des Geldes gekoppelt sei (siehe auch Kapitalismuskritik). Es komme darauf an, die zerstörerische Maßlosigkeit der Gelddynamik zu überwinden und im Sinne einer Solidarischen Ökonomie die Eigenzeiten und Rhythmen von Mensch, Gesellschaft und Natur zu respektieren. Letztlich gehe es darum –, so Reheis in seinen jüngsten Veröffentlichungen, in denen er die allgemeine Resonanztheorie Friedrich Cramers und die Arbeiten Hartmut Rosas weiterentwickelt–, Umwelt, Mitwelt und Innenwelt als Resonanzräume erfahrbar zu machen. Nur so könne die vom „Lärm des Geldes“ übertönte „Symphonie des Lebens“ wieder hörbar werden.
Sein Denken ist beeinflusst von Karl Marx, Erich Fromm, Immanuel Wallerstein, Elmar Altvater, aber auch Jürgen Habermas, Peter Ulrich, Oskar Negt, Axel Honneth, Zygmunt Bauman, Richard Sennett sowie Friedrich Cramer, Karlheinz Geißler, Hartmut Rosa und Niko Paech.

## Veröffentlichungen
- Konkurrenz und Gleichgewicht als Fundamente von Gesellschaft. Interdisziplinäre Untersuchung zu einem sozialwissenschaftlichen Paradigma. Duncker und Humblot, Berlin 1986, ISBN 3-428-06102-0.
- Ethik Abitur. Manz, München 1991, ISBN 3-7863-0665-6.
- Die Kreativität der Langsamkeit. Neuer Wohlstand durch Entschleunigung. 3., um ein Vorwort ergänzte Auflage. Wissenschaftliche Buchgesellschaft, Darmstadt 2008, ISBN 978-3-534-22002-1.
  - Sich Zeit lassen. Rezension von Bartholomäus Grill, Die Zeit. 36/1998
  - Entrutschende Zeit. Rezension von Wolf-Dieter Narr, Freitag. 10. März 2000
  - Interview (Memento vom 4. Mai 2003 im Internet Archive) mit Andreas Geyer, CollegeRadio (Bayern 2), Juli 2001 (Manuskript als RTF)
- Entschleunigung. Abschied vom Turbokapitalismus. Riemann, München 2003, ISBN 3-570-50049-7. (Goldmann, München 2006, ISBN 3-442-15380-8)
  - Plädoyer für Langsamkeit. Rezension von Saskia Breitling, Titel – Magazin für Literatur und mehr. 14. März 2004
  - Wege aus dem Hamsterrad. Rezension von Erhard Eppler, Süddeutsche Zeitung. 3. Juni 2004
  - Chancen gegen den Geldturbo. Rezension von Annette Jensen, die tageszeitung, 3. Juli 2004
- Nachhaltigkeit, Bildung und Zeit. Zur Bedeutung der Zeit im Kontext der Bildung für eine nachhaltige Entwicklung in der Schule. Schneider-Verlag, Baltmannsweiler 2005, ISBN 3-89676-964-2.
- Bildung contra Turboschule! Ein Plädoyer. Herder, Freiburg / Basel / Wien 2007, ISBN 978-3-451-03008-6.
  - Länger als fünfzehn Minuten kann ich nicht sitzen. Rezension von Hannes Hintermeier, Frankfurter Allgemeine Zeitung. 30. November 2007
  - Rezension von Stefan Anderssohn, socialnet. 18. Januar 2008
  - Fritz Reheis: Bildung contra Turboschule. In: Fragen an den Autor (SR 2 Kulturradio). 3. Februar 2008
- Befreiung vom Hamsterrad. In: Junge Kirche. Heft 4/2008
- Wo Marx Recht hat. Wissenschaftliche Buchgesellschaft, Darmstadt 2011, ISBN 978-3-89678-709-5.
- mit Michael Görtler: Reifezeiten. Zur Bedeutung der Zeit in Bildung, Politik und politischer Bildung. Schwalbach/Ts. 2012, ISBN 978-3-89974-781-2.
- Politische Bildung. Eine kritische Einführung. Wiesbaden 2014, ISBN 978-3-658-02647-9.
- als Hrsg. zus. mit Stefan Denzler, Michael Görtler, Johann Waas: Kompetenz zum Widerstand. Eine Aufgabe der politischen Bildung. Wochenschau-Verlag, Schwalbach/Ts 2016, ISBN 978-3-7344-0348-4.
- Die Resonanzstrategie. Warum wir Nachhaltigkeit neu denken müssen. oekom, München 2019, ISBN 978-3-96238-052-6.
- Erhalten und Erneuern. Nur Kreisläufe sind nachhaltig, Durchläufe nicht. VSA, Hamburg 2022, ISBN 978-3-96488-163-2.